# Deccanometrus phipsoni
Espèce
Synonymes
- Scorpio phipsoni Pocock, 1893
- Heterometrus phipsoni (Pocock, 1893)
- Palamnaeus phipsoni collinus Pocock, 1900

Deccanometrus phipsoni est une espèce de scorpions de la famille des Scorpionidae.

## Distribution
Cette espèce est endémique d'Inde. Elle se rencontre au Tamil Nadu, au Karnataka, en Andhra Pradesh, au Chhattisgarh, au Maharashtra et au Madhya Pradesh.

## Description

Heterometrus phipsoni dans son terrier

Heterometrus phipsoni ♀ avec ses juvéniles

Deccanometrus phipsoni mesure de 85 à 130 mm.

## Systématique et taxinomie
Cette espèce a été décrite sous le protonyme Scorpio phipsoni par Pocock en 1893. Elle est placée dans le genre Heterometrus par Kraepelin en 1899 puis dans le genre Deccanometrus par Prendini et Loria en 2020.

## Étymologie
Cette espèce est nommée en l'honneur d'Emma Phipson.

## Publication originale
- Pocock, 1893 : « Report upon a small collection of scorpions sent to the British Museum by Mr. Edgar Thurston, of the Government Central Museum, Madras. » Journal of the Bombay Branch of the Royal Asiatic Society, vol. 7, no 3, p. 297–312.